# Ottavio Profeta
Ottavio Profeta (Aidone, 10 ottobre 1890 – Mascalucia, 23 novembre 1963) è stato un poeta, romanziere, saggista e commediografo italiano.

## Opere
- L'amante dell'amore, Novelle, Edizioni Corbaccio, Milano, 1928, con prefazione di Federico de Roberto, In collana Novellieri del Novecento n.2
- Interpretazione di Salgari, 1928 (Intervento in La Lucerna - Rivista mensile)
- Federico De Roberto, 1928 (Intervento in La Lucerna - Rivista mensile)
- Una delle due (Commedia), Studio Editoriale Moderno, Catania, 1928, Tre atti - Musco
- Il sacco di Giuda, Studio Editoriale Moderno, Catania, 1929
- Trasparenze, Studio Editoriale Moderno, Catania, 1933
- Odia il prossimo tuo, Edizioni Corbaccio, Milano, romanzo premiato dalla R.Accademia d'Italia 1933
- L'ultimo Orfeo[1], Catania, 1934
- Nascere, Studio Editoriale Moderno, Catania, 1938
- De Roberto e Pirandello, Studio Editoriale Moderno, Catania, 1939 (nella collana I grandi siciliani), all'interno dell'opera un elenco degli interventi del Profeta in varie opere letterarie, periodici e quotidiani
- "Sicilia favola vera", Edizioni Pezzino, Palermo, 1954
- Il pane, Edizioni dell'Eroica, Milano
- Arcate - versi (Roma)
- Lazzaro - (Commedia - Comp. Marcellini)